# 佐竹義敦
佐竹 義敦（さたけ よしあつ）は、出羽国久保田藩の第8代藩主。第7代藩主・佐竹義明の長男。母は第5代藩主・佐竹義峯の娘。初名は義直（よしなお）。幼名は秀丸。通称は次郎。官位は従四位下侍従、右京大夫。号は曙山（しょざん）。秋田蘭画の画人としても名高く、「秋田蘭画の始祖」と称される。

## 生涯

### 文人大名

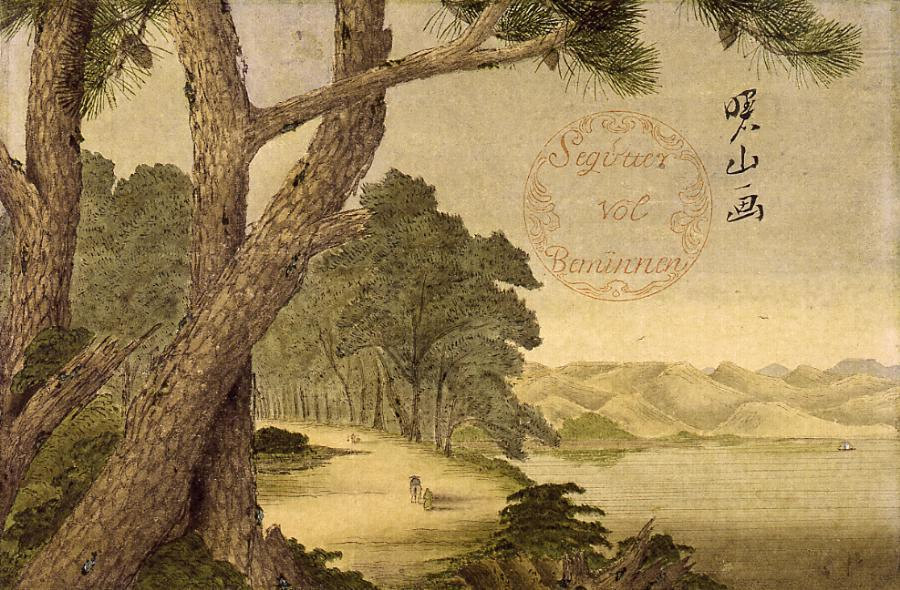
湖山風景図

7代藩主・佐竹義明の長男として誕生。母は5代藩主・佐竹義峯の娘・直。幼名は秀丸。初名は義直（よしなお）。
宝暦8年（1758年）5月11日、父・義明の死去により、家督を相続した。宝暦13年（1763年）2月15日、将軍徳川家治に御目見する。同年12月9日、従四位下侍従、右京大夫に叙任される。明和2年（1765年）4月15日、初めてお国入りの許可を得る。
当時、絵描きとしては最大の正統派と呼ばれた狩野派から絵を学んだ。狩野派の面々も、最初は大名のちょっとした趣味だろうとしか思っていなかったが、義敦の熱意は本気であった。そして藩士の小田野直武からも教えを受けて、日本画に西洋画を組み合わせた一代的な画法を作り出した。直武は、西洋画に対する趣味を持っており、平賀源内からもその作品を見て「秋田の片田舎に素晴らしい名手がいるものだ」と賞賛された。

### 西洋画論の執筆
義敦の命令により、源内の下で絵の修行に励んだ直武は、源内の友人であった杉田玄白の『解体新書』における付図の作画を行なった。そして秋田に帰国後、義敦と直武は「画法綱領」、「画図理解」などの西洋画論を著わした。これは、日本最初の西洋画論をまとめた著作であった。
義敦は、「松に唐鳥図」（重要文化財）、「燕子花にハサミ図」、「竹に文鳥図」、「湖山風景図」などの絵画のほか、膨大な数のスケッチを描き、それを『写生帖』にまとめている。
義敦と直武が創始した洋風画は、秋田派とも秋田蘭画とも呼ばれている。その作風は銅版画の影響が強く、近陰影がハッキリした画風が特徴とされている。
義敦は天明5年（1785年）、38歳で死去した。跡を長男の義和が継いだ。
正室は山内豊敷の娘・賀。子は長男・義和、娘・敦（島津斉宣正室）ら4男6女。

## 系譜
- 父：佐竹義明（1723-1758）
- 母：直（光源院）（1729-1748） - 佐竹義峯の娘
- 正室：賀（貞明院）（1745-1810） - 山内豊敷の娘
  - 長女：豊（芳春院）（1773-1776） - 島津斉宣の婚約者、夭折
- 側室：清（桂寿院、清瀧）（1755-1829） - 三木宇平太の娘
  - 長男：佐竹義和（1775-1815）
  - 次女：敦（芳蓮院）（1777-1796） - 島津斉宣正室
- 側室：幾瀬
  - 六女：嘉代（1785-1787） - 夭折
- 側室：名前不詳
  - 次男：鶴五郎（1776-1778） - 夭折
  - 三男：米之助（1778-1779） - 夭折
  - 三女：満（1779-1780） - 夭折
  - 四女：美代（1780-1781） - 夭折
  - 五女：桂（1781-1782） - 夭折

## 偏諱を与えた人物
義敦時代
- 佐竹義和（長男）
- 敦（娘、島津斉宣正室）
- 渋江敦光（家臣）
- 多賀谷敦敬（家臣）
- 多賀谷敦候（家臣、佐竹東家佐竹義智の子で敦敬の養子）
- 伊達敦宗（家臣）
- 伊達敦重（家臣、敦宗の実弟・養子）

## 関連文献
- 高階秀爾・武塙林太郎・養老孟司・芳賀徹・成瀬不二雄・河野元昭
『江戸のなかの近代―秋田蘭画と「解体新書」』　筑摩書房、1996年
- 成瀬不二雄『佐竹曙山 画ノ用タルヤ似タルヲ貴フ』
ミネルヴァ日本評伝選：ミネルヴァ書房　2004年、ISBN 4623039684
- 土屋輝雄『蘭画大名 佐竹曙山』　東洋書院　1999年、ISBN 4885942810
- 三輪英夫『小田野直武と秋田蘭画 日本の美術第327号』 至文堂、1993年
- 伊藤武美『佐竹義敦と桂寿院―秋田蘭画の光と陰』　秋田文化出版、1991年